# واشنطن لويز ماسكارينهاس سيلفا
واشنطن لويز ماسكارينهاس سيلفا (بالبرتغالية: Washington Luiz Mascarenhas Silva‏) (17 يوليو 1978 في ساو جوزيه دوس كامبوس في البرازيل – )؛ هو لاعب كرة قدم سابق كان يلعب كمهاجم.

## وصلات خارجية
- واشنطن لويز ماسكارينهاس سيلفا على موقع اتحاد تركيا (لاعب) (الإنجليزية)
- واشنطن لويز ماسكارينهاس سيلفا على موقع رابطة كرة القدم اليابانية للمحترفين (اليابانية)
- واشنطن لويز ماسكارينهاس سيلفا على موقع قاعدة بيانات كرة القدم.إي يو (الإنجليزية)
- واشنطن لويز ماسكارينهاس سيلفا على موقع Soccerway.com (الإنجليزية)
- واشنطن لويز ماسكارينهاس سيلفا على موقع عالم كرة القدم.نت (الإنجليزية)